# La figlia dell'ambasciatore
La figlia dell'ambasciatore (The Ambassador's Daughter) è un film del 1956 diretto da Norman Krasna.